# Abu Hamza al-Masri

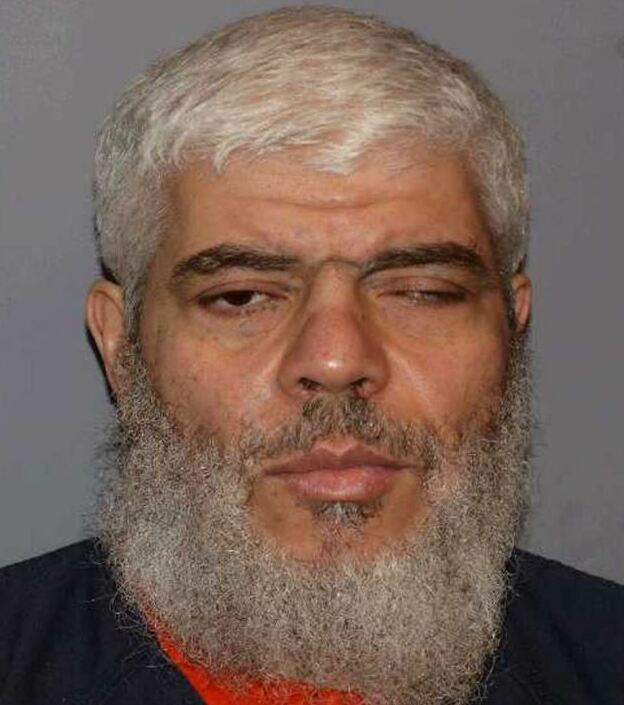
Abu Hamza al-Masri

Abu Hamza al-Masri (أبو حمزة المصري; * als Mustafa Kamel 15. April 1958 in Alexandria, Ägypten) ist ein fundamentalistischer islamischer Hassprediger und einer der bekanntesten Islamisten Großbritanniens.

## Leben
Er ist der Sohn eines ägyptischen Offiziers. Er studierte Ingenieurwesen an der Universität von Brighton. In der Zeit der sowjetischen Intervention in Afghanistan wirkte er, seinen Angaben zufolge, an einem Bergbauprojekt in der Nähe von Dschalalabad mit. Dabei verlor er beide Hände und ein Auge. Er ist aufgrund dessen Prothesenträger, am rechten Arm in der Form eines markanten Armhakens.
Seine Finsbury-Park-Moschee wird mit Zacarias Moussaoui und Richard Reid in Verbindung gebracht; er gilt als eng befreundet mit Omar Bakri Mohammed und Abu Qatada. Seine Ansprachen beginnen oftmals mit den Worten: „Beseitigt die Juden vom Antlitz der Erde, schlachtet die Ungläubigen ab, errichtet das weltweite Kalifat.“ Nach dreijähriger Ehe mit Valerie geb. Traverso, die vom katholischen Glauben zum Islam konvertierte, erwarb er 1983 die britische Staatsbürgerschaft. Die Ehe wurde 1984 geschieden und für nichtig erklärt, weil Valerie bis 1982 von ihrem früheren Mann nicht geschieden war. Aus seiner Ehe stammt ein Sohn namens Mohammed Kamel Mostafa.  Aus seiner zweiten Ehe mit Nadjet, die er 1984 heiratete, stammen sieben Kinder. 2006 wurde Abu Hamza al-Masri in Großbritannien wegen Volksverhetzung zu einer siebenjährigen Freiheitsstrafe verurteilt.
Im Oktober 2006 machte sein Fall erneut Schlagzeilen in Großbritannien, nachdem sich herausgestellt hatte, dass Abu Hamza trotz Sperrung seiner Konten aus dem Gefängnis heraus ein Haus in Westlondon kaufen konnte.
Im April 2012 gestattete der Europäische Gerichtshof für Menschenrechte die Auslieferung von Abu Hamza an die Vereinigten Staaten. Hamza beantragte die Verweisung des Falles an die Große Kammer des Gerichtshofs; am 24. September 2012 lehnte der Gerichtshof diesen Antrag ab.
Die britische Innenministerin Theresa May kündigte am gleichen Tag an, Hamza werde „so schnell wie möglich“ ausgeliefert. In der Nacht vom 5. auf den 6. Oktober 2012, kurz nach einer richterlichen Entscheidung des High Court (London), wurde Abu Hamza mit vier weiteren Terrorverdächtigen in die USA ausgeflogen.
Insgesamt liegen in den USA elf Anklagepunkte gegen Hamza vor. Die Anklage wirft Hamza vor, 1998 an einer Geiselnahme im Jemen beteiligt gewesen zu sein. Außerdem werden ihm die Einrichtung eines Terrorcamps im US-Bundesstaat Oregon (1999 und 2000) sowie die Unterstützung terroristischer Anschläge in Afghanistan (1999 bis 2001) zur Last gelegt. Der Prozess begann am 14. April 2014. Am 19. Mai 2014 wurde er von einer Jury, an einem New Yorker Bezirksgericht, in allen 11 Anklagepunkten für schuldig befunden. Er wurde deshalb zu lebenslanger Freiheitsstrafe verurteilt, die er in einem Hochsicherheitsgefängnis verbüßen soll.

## Familie
Hamza al-Masri hat acht Kinder. Al-Masris Sohn Sufiyan Mustafa (1995) entzog das Home Office den britischen Pass, nachdem der sich 2013 einer islamistischen Gruppierung im Syrischen Bürgerkrieg angeschlossen hatte. 2014 führten Spekulationen über große Sozialhilfezahlungen und die vom Staat bezahlte Miete für ein Haus in Shepherd’s Bush, in dem seine arbeitslose zweite Frau und einige seiner arbeitslosen Kinder wohnen, zu großem Aufsehen, nachdem bekannt wurde, dass al-Masri zu der Zeit aus dem Gefängnis heraus ein 220.000 Pfund teures Anwesen in London erworben hatte.